# Ария (група)
Вижте пояснителната страница за други значения на Ария.
Ария (на руски: Ария) е руска хевиметъл група, чийто първи албум излиза в първата година на съветската „перестройка“ – 1985 г. Последният албум на Ария е компилацията „Live in studio“, излязла през 2012 г. Може би най-добрата хевиметъл банда от нашата страна на Желязната завеса, Ария комбинира музикални умения най-малкото на нивото на Iron Maiden, с поетични текстове, каквито рядко се срещат в този жанр. Песните касаят както бунта, страха, другарството, борбата с насилието и безумието, травмите на ветерани от войните и бита на участниците в сегашни войни, така и трансцендентални теми като извънтелесни преживявания и личната драма на Антихриста.
Групата се е разпадала на няколко пъти, като членовете ѝ основават нови групи. Такива са Мастер, Маврин, Кипелов и Артерия. Те са наречени „Семейството на Ария“.

## История на групата
Историята на Ария започва на 31 октомври 1985 г., когато членовете на ВИА „Поющие сердца“ Владимир Холстинин и Алик Грановский решават да създадат свой хевиметъл проект. Малко по-късно към тях се присъединява певецът Валерий Кипелов. Мениджър на групата е ръководителят на „Поющие сердца“ Виктор Векщейн, а наименованието е измислено от Холстинин. Съставът на групата се допълва от Александър Лвов (ударни) и Кирил Покровский (клавишни и беквокал). На 31 октомври 1985 г. е готов първият студиен албум на Ария – „Мания величия“. Песните в него са в стил класически хевиметъл тип Iron Maiden и Black Sabbath. След издаването на албума в групата постъпва още един китарист – Андрей Болшаков. Игор Молчанов заменя Лвов на барабаните. В този състав на 5 февруари 1986 г. Ария изнася първия си концерт в ДК МАИ. Участват и на Рок-панорама 86, където печелят няколко награди с изпълненията на песните „Тореро“, „Вокруг света за 20 минут“ и „Воля и разум“ и са посрещнати одобрително от публиката. Песента „Тореро“ е пусната в предаването „Веселые ребята“. На 12 септември 1986 г. групата, която дотогава е използвана само за подгряваща на „Поющие сердца", получава разрешение за солови концерти. Дотогава единствено група Круиз е получила разрешение за изпълнение на тежка музика. През 1986 г. излиза вторият албум на групата „С кем ты?“. В него песните са съставени от Андрей Болшаков и Алик Грановский. Този албум се приближава повече до траш и спийд метъл, отколкото до традиционния хевиметъл. Песните, композирани от Холстинин, „1100“ и „Баллада о древнорусском войне“ са отхвърлени от Болшаков и Грановский. След турнето в края на 1986 г. музикантите, недоволни от ръководството на мениджъра Виктор Векщейн, напускат групата. Единствено Холстинин и Кипелов остават в Ария. Останалите основават група Мастер, която съществува и до днес.
В 1987 г. към групата се присъединяват басистът Виталий Дубинин, китаристът Сергей Маврин и барабанистът Максим Удалов. Така се сформира „златният“ състав на Ария, който записва албума Герой асфальта. Този албум се превръща в хит, като от него за три месеца са продадени над милион копия. Също така е заснет и първият в историята на групата видеоклип. Той е на песента „Улица роз“, с която Ария участват на Песня года, но не достигат до финала. Групата организира турне из целия СССР, както и във ФРГ. През октомври 1988 г. Удалов напуска групата, която се разцепва. Холстинин и Дубинин настояват за нов албум, но Векщейн смята, че няма смисъл поради спадащия интерес към метъла. В крайна сметка целият състав на групата решава да напусне Векщейн. Новият мениджър става Юрий Фишкин. През 1989 г. е издаден албумът „Игра с огнем“, в който групата свири с името „Ария-89“, тъй като правата върху оригиналното име все още се държат от Векщейн, който умира година по-късно. В началото на 90-те концертната дейност на групата спада, но през 1991 г. излиза албумът „Кровь за кровь“. През 1994 г. Ария подписват договор с Moroz records, а също така откриват собствено звукозаписно студио. Moroz records преиздават дискографията на групата.
През септември 1994 г. групата изнася двуседмично турне в Германия, но не получава нищо от хонорарите си. След края на турнето Валерий Кипелов престава да се появява на репетиции и работи по баровете с група Мастер, но не напуска официално групата. Междувременно Холстинин и Дубинин взимат Алексей Булгаков за вокалист. През януари 1995 г. Сергей Маврин напуска Ария. На негово място като постоянен член се утвърждава Сергей Терентиев. След няколко месеца Кипелов се връща в групата и излиза албумът „Ночь короче дня“. Също така излиза и концертният албум „Сделано в России“, които покорява чартовете. През 1997 г. излизат соловите албуми „Смутное время“ (на Маврин и Кипелов) и „АвАрия“ (на Холстинин и Дубинин). На следващата година излиза „Генератор зла“, съдържащ песни, написани от Сергей Терентиев. Барабанистът Александър Манякин попада в авария и временно е заменен от Максим Удалов.
През 1999 г. излиза биографична книга за групата. Тя се казва „Ария: Легенда о динозавре“. През пролетта на 1998 г. излиза албумът „Генератор зла“, клипът към песента „Отшелник“ се завърта по телевизионните канали, а „Безпечный ангел“ попада в чарта на „Наше радио“. През 2000 г. сингълът „Потерянный рай“ оглавява чартовете на „Наше радио“ и е показан по руската МТВ. На следващата година е издаден албумът „Химера“, а хитове стават „Штиль“, „Небо Тебя Найдёт“ и „Осколок Льда“. Групата участва на фестивала „Нашествие 2001“, заедно със симфоничния оркестър „Глобалис“. След концерта на Лужники на 31 август 2002 г. Кипелов, Терентиев и Манякин напускат групата след скандал с Холстинин и Дубинин, зародил се още по време на записите на „Химера“. Те основават група Кипелов, където още членуват Сергей Маврин и Алексей Харков. През септември Холстинин прави опит да върне Кипелов в Ария, но вокалистът отказва да се върне без Терентиев и Манякин.
На 9 ноември 2002 г. към групата се присъдиняват бившият вокалист на Мастер и Маврик Артур Беркут, китаристът Сергей Попов, а на барабаните се връща Максим Удалов. Месец след това те пускат сингъла „Колизей“, както и албума „Крещение огнем“. Песните „Колизей“, „Там высоко“ и „Крещение огнем“ стават хитове. Колизей оглавява класациите на руското MTV. През 2005 г. групата организира турне по повод 20-годишния юбилей. Гост-музиканти са група Мастер, както и Сергей Маврин. През 2006 г. излиза албумът Армагедон, както и сингълът „Чужой“. На следващата година Ария получава награда на списание Fuzz за най-добра група на живо през годината. Следва турнето „Пляска ада“, посветено на новия албум Армагедон. През 2008 г. започва турнето „Герой асфальта: XX лет“, където гост-музиканти са Маврин и Кипелов. Концертът излиза на CD и DVD. В 2010 г. е организиран „Ария фест“, където участват всички групи от „семейството“ на Ария.
На 26 юли 2011 г. групата напуска Артур Беркут. На негово място вокалист на групата става Михаил Житняков. В края на годината е издаден албумът „Феникс“, а в началото на 2012 г. – компилацията Live in studio. През април 2012 г. Ария изнася турне в Германия. В края на ноември 2012 г. излиза концертният албум „В жёлтом круге арены“.
През юни 2013 г. групата участва в първия ден на Каварна Рок Фест. Това е част от концертното им турне „Все, что было“. В края на 2013 г. Ария за първи път в историята си свирят в САЩ и Канада, изнасяйки концерти в Ню Йорк, Бостън и Торонто. През 2014 г. записват албума „Через все времена“, чието издаване е запланирано за края на ноември.

## Дискография

### Студийни албуми
| Название          | Участници                                       | Година |
| ----------------- | ----------------------------------------------- | ------ |
| Мания величия     | Кипелов/Холстинин/Грановский/Лвов/Покровский    | 1985   |
| С кем ты?         | Кипелов/Холстинин/Большаков/Грановский/Молчанов | 1986   |
| Герой асфальта    | Кипелов/Холстинин/Маврин/Дубинин/Удалов         | 1987   |
| Игра с огнём      | Кипелов/Холстинин/Маврин/Дубинин/Манякин        | 1989   |
| Кровь за кровь    | Кипелов/Холстинин/Маврин/Дубинин/Манякин        | 1991   |
| Ночь короче дня   | Кипелов/Холстинин/Терентиев/Дубинин/Манякин     | 1995   |
| Генератор зла     | Кипелов/Холстинин/Терентиев/Дубинин/Манякин     | 1998   |
| Химера            | Кипелов/Холстинин/Терентьев/Дубинин/Манякин     | 2001   |
| Крещение огнём    | Беркут/Холстинин/Попов/Дубинин/Удалов           | 2003   |
| Армагедон         | Беркут/Холстинин/Попов/Дубинин/Удалов           | 2006   |
| Феникс            | Житняков/Холстинин/Попов/Дубинин/Удалов         | 2011   |
| Через все времена | Житняков/Холстинин/Попов/Дубинин/Удалов         | 2014   |
| Проклятье морей   | Житняков/Холстинин/Попов/Дубинин/Удалов         | 2018   |

### Концертни записи
| Название               | Участници                                            | Година |
| ---------------------- | ---------------------------------------------------- | ------ |
| Сделано в России       | Кипелов/Холстинин/Терентьев/Дубинин/Манякин          | 1996   |
| В поисках новой жертвы | Кипелов/Холстинин/Терентьев/Дубинин/Манякин          | 2003   |
| Живой огонь            | Беркут/Холстинин/Попов/Дубинин/Удалов                | 2004   |
| Пляска ада             | Беркут/Холстинин/Попов/Дубинин/Удалов                | 2007   |
| Герой асфальта XX лет  | Беркут/Холстинин/Попов/Дубинин/Удалов/Кипелов/Маврин | 2008   |
| В жёлтом круге арены   | Житняков/Холстинин/Попов/Дубинин/Удалов              | 2012   |

### Компилации
| Название                         | Година |
| -------------------------------- | ------ |
| Легенды русского рока            | 1997   |
| Лучшие песни                     | 1999   |
| 2000 и одна ночь                 | 1999   |
| Grand Collection                 | 2000   |
| Штиль                            | 2002   |
| Легенды русского рока (выпуск 2) | 2003   |
| Миссия                           | 2004   |
| Беспечный ангел                  | 2004   |
| Золотые баллады                  | 2011   |
| Live in Studio                   | 2012   |

### Сингли
| Название                     | Участници                                             | Година |
| ---------------------------- | ----------------------------------------------------- | ------ |
| „Потерянный рай“             | Кипелов/Холстинин/Терентьев/Дубинин/Манякин           | 2000   |
| „Колизей“*                   | Беркут/Холстинин/Попов/Дубинин/Удалов                 | 2002   |
| Воля и разум:20 лет спустя** | Беркут/Холстинин/Попов/Дубинин/Удалов/Маврин/Болшаков | 2005   |
| „Чужой“**                    | Беркут/Холстинин/Попов/Дубинин/Удалов/Маврин/Болшаков | 2006   |
| „Поле битвы“                 | Беркут/Холстинин/Попов/Дубинин/Удалов                 | 2009   |

- * В записите на сингъла участва и оркестър Глобалис
- ** В записите на сингъла участват Константин Кинчев, Юрий Шевчук, Вячеслав Бутусов, Вадим Самойлов и Глеб Самойлов

### Трибути и саунтракове
| Название                                               | Участници                                      | Година |
| ------------------------------------------------------ | ---------------------------------------------- | ------ |
| Tribute to Harley-Davidson                             | Кипелов/Холстинин/Терентьев/Дубинин/Манякин    | 1999   |
| Tribute to Harley-Davidson II съвместно с група Мастер | Кипелов/Холстинин/Терентьев/Дубинин/Манякин    | 2001   |
| Дальнобойщики-2 За едноименната компютърна игра        | Холстинин/Терентьев/Дубинин/Грановский/Манякин | 2001   |

### Соло албуми
| Название      | Участници                         | Година |
| ------------- | --------------------------------- | ------ |
| Смутное время | Кипелов/Маврин/Грановский/Чиняков | 1997   |
| АвАрия        | Холстинин/Дубинин/Манякин         | 1997   |